# 欣源街道
欣源街道是中华人民共和国黑龙江省七台河市新兴区下辖的一个街道办事处。

## 行政区划
欣源街道下辖以下村级行政区划单位：
春城社区、枫叶社区。